# Fulda
Fulda (вимовляється Фульда, інколи Фулда) — німецька компанія з виробництва автомобільних шин, розташована в місті Фульда. Належить американському концерну Goodyear. Fulda виготовляє близько 8 мільйонів шин на рік.

## Історія
Компанію було засновано 1900 року Густавом Беккером і Маріцом Гасенклевером під назвою Gummiwerke Fulda. Спочатку компанія спеціалізувалася на виготовленні гумових виробів, але в 1906 році на підприємстві почали виготовляти перші шини. У 1927 році Fulda об'єдналася з Seiberling Rubber Co. Akron/Ohio і запустила у виробництво пневматичні шини.
У 1953 році компанія розширила свою діяльність і почала виготовляти безкамерні шини для легкових автомобілів. За декілька років, у 1962-му, компанія змінила власників і стала частиною Goodyear Tire & Rubber Company.